# Armenia la Concursul Muzical Eurovision 2010
Armenia participă la concursul muzical Eurovision 2010. Finala concursului național pentru această ediție a Eurovisionului a avut loc la 14 februarie 2010. A învins interpreta Eva Rivas cu melodia Apricot Stone. 